# Lavardin (Sarthe)
Lavardin è un comune francese di 770 abitanti situato nel dipartimento della Sarthe nella regione dei Paesi della Loira.

## Società

### Evoluzione demografica
Abitanti censiti